# Mezzogiorno (parte del giorno)

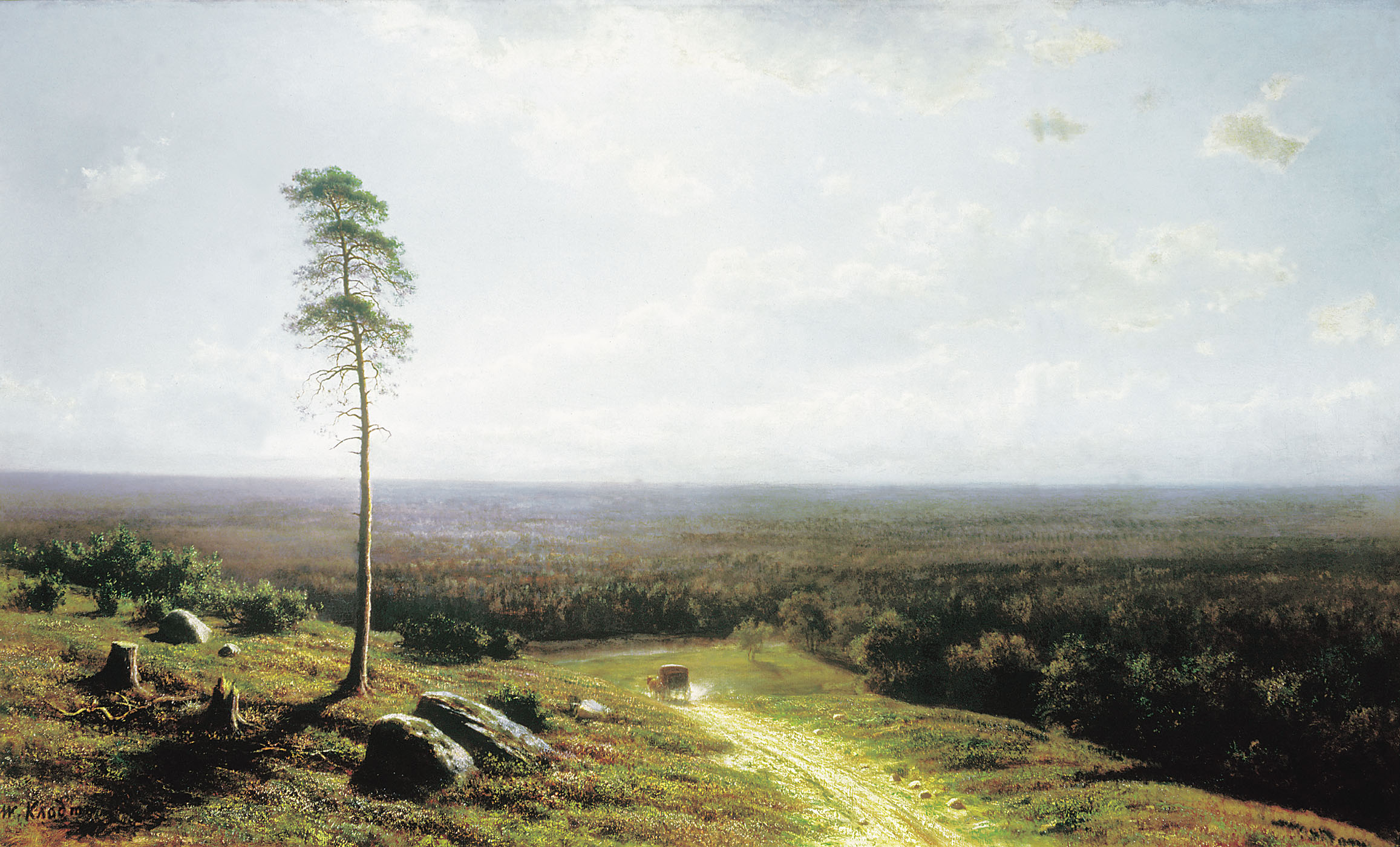
Dipinto di un paesaggio nell'ora meridiana

Il mezzogiorno (anche mezzodì) è la dodicesima ora della giornata nel fuso orario di riferimento, e separa il mattino dal pomeriggio. L'orario opposto è la mezzanotte. Per meriggio, che ha quasi lo stesso significato, si intende la parte del giorno intorno al mezzogiorno, quindi con un significato più ampio del concetto.

## Caratteristiche
Nel sistema di numerazione delle ore britannico, basato su due cicli di 12 ore, corrisponde alle 12:00 P.M. (post meridiem, pomeridiane). Da un punto di vista astronomico, fatte salve le variazioni introdotte dall'ora standard, dall'ora legale e dall'equazione del tempo, il mezzogiorno corrisponde al momento del giorno in cui il sole appare più vicino allo zenit (mezzogiorno solare o vero, detto anche astronomico) ed è, quindi, l'ora in cui il sole raggiunge la massima altezza ad un dato giorno e latitudine, transitando per il meridiano locale (culminazione superiore). Il mezzogiorno astronomico non coincide con il mezzogiorno civile, ovvero orario: varia nel corso dell'anno.
Nella fascia tropicale, compresa tra i due tropici, il sole si trova allo zenit due volte all'anno. In corrispondenza del Tropico del Cancro è allo zenit il giorno del Solstizio d'estate, mentre in corrispondenza del Tropico del Capricorno è allo zenit il giorno del Solstizio d'inverno.